# Vicious Cycle Software
Vicious Cycle Software és una empresa desenvolupadora de videojocs ubicada a Chapel Hill, Carolina del Nord, EUA.

## Història
Vicious Cycle va ser creada el 2000 per Eric Peterson, Dave Ellis, Marc Racine i Wayne Harvey després dels acomiadaments a l'estudi de desenvolupament local de MicroProse (llavors era un estudi de Hasbro Interactive) va forçar als treballadors a trobar una altra feina. Ellis va marxar de l'empresa l'estiu del 2000, però va tornar el 2005 per agafar el lloc de dissenyador de videojoc. Racine va renunciar com a vice President i Director de Producció a la primavera del 2005 per dedicar-se a altres assumptes. Vicious Cycle va llançar diversos títols per les consoles PlayStation 2, Xbox, Nintendo GameCube i PlayStation Portable. Alguns dels futurs títols també poden estar per ordinador.
El 2005, Vicious Cycle va anunciar l'obertura de la subsidiària Monkey Bar Games. Monkey Bar Games serà dirigit per produir videojocs de totes les edats i així acostar-se a mercats de masses. Monkey Bar Games ha llançat videojocs amb llicències com per exemple el personatge Dora the Explorer i/o Curious George. També va ser llançat un videojoc a finals del 2006 per coincidir amb el llançament de la pel·lícula d'animació Flushed Away.
També el 2005, Vicious Cycle va anunciar el llançament del seu motor de videojoc anomenat Vicious Engine que és i serà útil per a videojocs de PlayStation 2, PlayStation 3, Xbox, Xbox 360, PlayStation Portable, Nintendo GameCube, Wii, i PC.